# Nowe Piekuty (gemeente)
De gemeente Nowe Piekuty is een landgemeente in het Poolse woiwodschap Podlachië, in powiat Wysokomazowiecki.
De zetel van de gemeente is in Nowe Piekuty.
Op 30 juni 2004 telde de gemeente 4060 inwoners.

## Oppervlakte gegevens
In 2002 bedroeg de totale oppervlakte van gemeente Nowe Piekuty 109,37 km², waarvan:
- agrarisch gebied: 78%
- bossen: 16%

De gemeente beslaat 8,53% van de totale oppervlakte van de powiat.

## Demografie
Stand op 30 juni 2004:
| Omschrijving                   | Totaal | Totaal | Vrouwen | Vrouwen | Mannen | Mannen |
| ------------------------------ | ------ | ------ | ------- | ------- | ------ | ------ |
| eenheid                        | aantal | %      | aantal  | %       | aantal | %      |
| inwoners                       | 4060   | 100    | 1969    | 48,5    | 2091   | 51,5   |
| bevolkingsdichtheid (inw./km²) | 37,1   | 37,1   | 18      | 18      | 19,1   | 19,1   |

In 2002 bedroeg het gemiddelde inkomen per inwoner 1405,72 zł.

## Plaatsen
Hodyszewo, Jabłoń-Dąbrowa, Jabłoń-Dobki, Jabłoń-Jankowce, Jabłoń Kościelna, Jabłoń-Markowięta, Jabłoń-Piotrowce, Jabłoń-Spały, Jabłoń-Śliwowo, Jabłoń-Zambrowizna, Jabłoń-Zarzeckie, Jośki, Koboski, Kostry-Litwa, Kostry-Noski, Krasowo-Częstki, Krasowo-Siódmaki, Krasowo Wielkie, Krasowo-Wólka, Lendowo-Budy, Łopienie-Jeże, Łopienie-Szelągi, Łopienie-Zyski, Markowo-Wólka, Nowe Piekuty, Nowe Rzepki, Nowe Żochy, Piekuty-Urbany, Pruszanka Mała, Skłody Borowe, Skłody-Przyrusy, Stare Żochy, Stokowisko, Tłoczewo, Wierzbowizna.

## Aangrenzende gemeenten
Brańsk, Poświętne, Sokoły, Szepietowo, Wysokie Mazowieckie
- Virtual International Authority File: 313518600